# 王求礼
王 求礼（おう きゅうれい、生年不詳 - 706年）は、唐代の官僚。本貫は許州長社県。

## 経歴
武周のとき、左拾遺となり、監察御史に転じた。直言をためらわず、権貴を避けることなく弾劾をおこなった。万歳通天元年（696年）、契丹の李尽忠が反乱を起こし、その部将の孫万栄が河北数州を攻め落とすと、河内王武懿宗が兵を率いてこれを討つことになったが、恐れて進軍しなかった。武懿宗は滄州や瀛州の人民で反乱側にあざむかれた者数百家を処刑するよう求める上奏をおこなった。求礼は武懿宗を弾劾し、これを斬って河北の人民に謝罪させるよう求めた。武則天は制を降して武懿宗を赦した。
契丹が幽州を落とすと、食糧の運送が滞ったため、文昌右相（尚書右僕射）の豆盧欽望は京官の2カ月分の俸給を止めて軍を援助するよう請願した。求礼は宰相の厚い俸禄を止めるのはよいが、貧官の薄い俸給を借りるのは問題だと訴えた。このため取りやめられた。
久視2年（701年）3月に雪が降り、鳳閣侍郎の蘇味道らが瑞祥として上表しようとした。求礼は雪が暮春に降るのは災いであるといって反対した。蘇味道は聞き入れなかった。求礼は剛直な性格のため、官で出世することができなかった。左台殿中侍御史に転じた。神龍元年（705年）、衛王掾となった。神龍2年（706年）に病没した。

## 伝記資料
- 『旧唐書』巻101 列伝第51
- 『旧唐書』巻187上 列伝第137上
- 『新唐書』巻112 列伝第37